# Reggenza di Buol
La reggenza di Buol (in indonesiano: Kabupaten Buol) è una reggenza dell'Indonesia, situata nella provincia di Sulawesi Centrale.